# Oliver Cox
Oliver Cromwell Cox (25 de agosto de 1901 — 4 de setembro de 1974) foi um sociólogo trinitário conhecido por seu ponto de vista marxista sobre o fascismo. Ele foi o fundador da perspectiva da teoria do sistema-mundo, um importante estudioso do racismo e seu relacionamento com o desenvolvimento do capitalismo global, e um membro da Escola de Chicago de sociologia.

## Educação
Cox nasceu em Porto de Espanha, Trinidade e Tobago, imigrou para os Estados Unidos e recebeu um diploma de bacharel em ciência da Universidade do Noroeste em 1928. Em seguida desenvolveu poliomielite, o que fez com que suas duas pernas ficassem atrofiadas. Ele depois estudou na Faculdade de Economia da Universidade de Chicago onde recebeu seu diploma de mestre em 1932. Continuou em Chicago na Faculdade de Sociologia onde recebeu o título de doutor em 1938.

## Academia
Cox lecionou na Universidade Lincoln no Missouri entre 1949 e 1970 quando foi para a Wayne State University onde ficou até falecer em 1974.

## Escritos
Cox foi um marxista que criticou raça e classe em Foundations of Capitalism (1959), Capitalism and American Leadership (1962), Capitalism as a System (1964) e seu último, Jewish Self-Interest and Black Pluralism (1974). Talvez o livro mais profundo e influente de Cox seja o seu primeiro, Caste, Class and Race, publicado no mesmo ano que E. Franklin Frazier se tornou o primeiro presidente negro da Associação Americana de Sociologia, em 1948. Em uma contundente "introdução" ao livro The Black Anglo Saxons de Nathan Hare, Cox ridicularizou o que ele considerava uma abordagem mal orientada ao estudo de relações raciais, a qual ele chamou de "Escola da Burguesia Negra" liderada por E. Franklin Frazier. O título de Casta, Classe e Raça era uma referência à crítica vigorosa da concepção de raça nos EUA baseada em casta de W. Lloyd Warner.